# Facultad de Derecho de la Universidad Católica Argentina
La Facultad de Derecho de Buenos Aires es una de las unidades académicas que integran la Pontificia Universidad Católica Argentina. Fue fundada el 8 de marzo de 1958, siendo una de las tres primeras facultades de la UCA, junto a las de Filosofía y Ciencias Sociales y la de Ciencias Económicas. 
Su actual Decano es el Dr. Pablo Garat, profesor titular de Derecho Constitucional.
Tiene su sede principal en el Edificio Santo Tomas Moro del Campus Puerto Madero.

## Historia

### Institucional
La Facultad inicio sus actividades en la sede de la calle Riobamba 1227 donde se dictó originalmente la carrera de Licenciatura en Derecho con 156 alumnos inscriptos. Años más tarde la Facultad sería trasladada a su edificio propio en la calle Juncal 1247 y posteriormente, en el año 1970, se establecería en la calle Moreno 361 dentro de las dependencias del Convento de San Francisco, permaneciendo allí hasta que en 1994 se traslada en forma definitiva a su actual sede en el Edificio Santo Tomas Moro del Campus Universitario de Puerto Madero.
En el ano 1965 fue constituido dentro de la Facultad de Derecho, la Escuela de Ciencias Políticas dirigida por el Dr. Francisco Arias Pelerano. En 1972 la Escuela de Ciencias Políticas de la Facultad de Derecho se trasladó a su nueva sede tras recibir en legado la casa que perteneciera al Dr. Francisco Giuffra, ubicada en el barrio de San Telmo. Posteriormente se traslada a la Av. Córdoba 1739 y en 1994 vuelve a la misma Sede que la Facultad de Derecho hasta su separación definitiva al conformarse el Instituto de Ciencias Políticas y Relaciones Internacionales.

### Decanos
El primer Decano de la institución fue el Dr. Faustino Legón hasta su fallecimiento ocurrido el 11 de julio de 1959, para ser sucedido por el Dr. Julio Ojea Quintana que se mantiene en el cargo hasta su muerte, el día 5 de agosto de 1962. Su sucesor fue el Dr. Germán Bidart Campos quien estuvo al frente de la Facultad de Derecho en el quinquenio comprendido entre los años 1962 y 1967, para dar paso al gobierno del Dr. Santiago de Estrada entre 1967 y 1972, siendo luego sucedido por el Dr. Jorge A. Mazzinghi quien dirigió la institución desde 1972 hasta 1977. En dicho ano vuelve a ser designado el Dr. Santiago de Estrada, que desempeña su segundo mandato hasta 1985 cuando asume el decanato el Dr. Alfredo Di Pietro ocupando el cargo hasta 1997. El Dr. Eduardo Pedro María Ventura se desempeñaría como Decano de la Facultad hasta 2005, cuando es designado el Dr. Gabriel F. Limodio ocupando el cargo para dos periodos y siendo reemplazado por su vicedecano, el Dr. Daniel Herrera, tras asumir como Vicerrector de Asuntos Académicos e Institucionales. El Dr. Daniel Herrera ocupó el cargo hasta el 3 de diciembre de 2018, fecha de asunción del actual Decano, Dr. Pablo María Garat.

## Carreras

### Pregrado
La Facultad de Derecho ofrece la carrera de Martillero Público, Corredor, Administrador de Consorcios y Tasador la cual tiene una duración de dos años.

### Grado
La carrera de Abogacía es la carrera de grado ofrecida por la Facultad de Derecho, y otorga a sus graduados el título de Abogado, que les permite ejercer profesionalmente dicha profesión en el ámbito nacional. El Plan de Estudios vigente (Plan 2020), está conformado por 50 materias cuatrimestrales obligatorias. Con este plan, la carrera fue acreditada por parte de la CONEAU por el plazo de 6 años, máximo previsto en la normativa vigente.
La carrera se encuentra dividida en dos ciclos, un primer ciclo orientado a la formación general del estudiante que comprende los primeros dos años de la carrera y un segundo ciclo que abarca los tres últimos años. En cada año de la carrera hay además una materia del ciclo filosófico teológico, orientadas todas ellas a la formación integral del alumno desde la doctrina humanista cristiana. También se ofrecen cursos de inglés, y los alumnos deben aprobar dos niveles de idioma extranjero (inglés, francés, italiano, alemán o portugués) para obtener su título de grado. El plan 2020 incorporó un trayecto de formación práctica profesional, en el que trabaja en forma progresiva en la adquisición de habilidades propias del ejercicio profesional de la abogacía, desde el inicio de la carrera.

### Posgrado
El Departamento de Posgrados de la Facultad de Derecho ofrece distintos cursos de posgrado, especializaciones, maestrías y el doctorado en ciencias jurídicas.

## Gobierno
La Facultad está gobernada por un Decano y un Consejo Directivo. El régimen de gobierno corresponde exclusivamente al cuerpo docente, como en el resto de las universidades privadas del país.
El Decano es elegido por la Comisión Episcopal para la UCA, entre tres candidatos elevados por el Rector. Previamente, se realiza una consulta no vinculante al claustro docente, que sirve para conocer la opinión del profesorado acerca de los potenciales candidatos al cargo. El mandato se extiende por tres años y puede ser reelegido en una oportunidad.